# Диего Флаинес
Дие́го Флаи́нес (исп. Diego Flaínez; упоминается в 1047—1058 годах) — леонский дворянин. Согласно испанским историкам Альфонсо Санчесу Кандейре, Маргарите Торрес и Альберто Монтанеру Фрутосу, Диего был отцом знаменитого Родриго Диаса де Вивара, известного как Эль Сид.

## Биографический набросок
Второй сын Флаина Муньоса (? — ок. 999), графа Леона. Происходил из вторичной ветви леонской аристократической линии Флаинес. Диего был описан в хартии 1047 года в монастыре Сан-Педро-де-Карденья как Didaco Flaginiz. Этот документ также подтверждает Нуньо Альварес, кастильский магнат, который считается одним из братьев Родриго Альвареса, вероятного отца жены Диего Флаинеса, чье имя неизвестно.
Поселился в долине Убьерны, земле на границе между Кастилией и Наваррой, может быть, чтобы искать свою судьбу. Участвовал в войне между королем Наварры Гарсией Санчесом III и королем Леона и Кастилии Фердинандом I, где захватил наваррские места Убьерна, Урбель и Ла-Пьедра, впоследствии включенные в состав Кастильского королевства, и Вивар, согласно «Дениям Родриго». Его сын Родриго Диас, воспитанный при дворе короля Леона и Кастилии Фердинанда I, сменил своего отца в этих владениях.
Эти владения дали Диего статус, равный статусу среднего дворянства, хотя этого было недостаточно для доступа в королевский совет, поскольку, возможно, ему было нанесен ущерб его предполагаемым сотрудничеством со своим племянником Флаином Фернандесом во время восстания против короля Фердинанда I, которое произошло в 1061—1065 годах и стоило ему конфискации его имущества. Это обстоятельство наложило вето на доступ Диего Флаинеса в королевское окружение. Тем не менее, его сын Родриго Диас был принят в те же годы был членом свиты инфанта Санчо, будущего короля Кастилии Санчо II, что ставит под сомнение эту гипотезу. Вероятно, его отстранение в Леоне и королевском окружении было связано с тем, что он был незаконнорожденным сыном Флаина Муньоса.
Диего Флаинес скончался, по словам историка Рамона Менендеса Пидаля (La España de el Cid, I, стр. 127) около 1058 года, дата, принятая большинством историков.